# Sněžné, Rychnov nad Kněžnou
Sněžné là một làng thuộc huyện Rychnov nad Kněžnou, vùng Královéhradecký, Cộng hòa Séc.